# Кикоть, Андрей Ярославович
Андрей Ярославович Кикоть (укр. Андрій Ярославович Кікоть; 7 июня 1984, Львов, Украинская ССР, СССР) — украинский футболист, полузащитник, ныне тренер.

## Биография
Воспитанник львовских «Карпат». Первый тренер — его отец, Ярослав Григорьевич Кикоть. В ДЮФЛ также выступал и за луцкую «Волынь». В 2002 году начал профессиональную карьеру в клубах «Галичина-Карпаты» и «Карпаты-2». За основу «Карпат» провёл всего 9 матчей и перешёл в бурштынский «Энергетик». В команде провёл полтора года и зимой 2007 года перешёл в ахтырский «Нефтяник-Укрнефть». В сезоне 2006/07 помог выиграть «нефтяникам» Первую лигу и выйти в Высшую лигу.
В Высшей лиге дебютировал 14 июля 2007 года в матче против харьковского «Металлиста» (2:0). В этом же сезоне команда покинула Высшую лигу. Летом 2008 года побывал на просмотре в ужгородском «Закарпатье». В ноябре 2008 года был выставлен на трансфер. Но остался в «Нефтянике» до лета 2010 года.
Затем в течение 2010—2012 годов играл за «Львов», «Гелиос» (Харьков) и «Арсенал» (Белая Церковь). В сезоне 2012/13 и 2013/14 защищал цвета тернопольской «Нивы»; с 2014 года выступал за «Рух» (Винники), где летом 2017 года завершил карьеру игрока. В составе «Руха» провел 103 матча (79 на любительском уровне, забил 16 голов и 24 матча на профессиональном, 1 забитый гол).
После чего именно в этой команде начал тренерскую карьеру; сначала входил в тренерский штаб Руслана Мостового, а затем был помощником Владимира Мазяра. В ноябре того же года назначен исполняющим обязанности главного тренера «Руха». 8 сентября 2018 года подал в отставку с поста главного тренера винниковской команды.

## Достижения
- Победитель Первой лиги Украины (1): 2006/07
- Серебряный призёр Второй лиги Украины (1): 2016/17
- Бронзовый призёр Второй лиги Украины (2): 2004/05, 2012/13
- Чемпион Украины среди любительских команд (1): 2014

## Личная жизнь
Сын футболиста и тренера Ярослава Кикотя. Закончил Торговую академию.